# Willem Alphonse (van Huussel en) Mijsberg
Willem Alphonse (van Huusel en) Mijsberg (Willemstad, 1659 - aldaar, 1728) was een Nederlands burgemeester. Zijn broer Michiel Mijsberg is ook burgemeester van de vestingstad Willemstad geweest, van 1743 tot en met 1747.
Mijsberg, ook gespeld als Mijsbergh, was burgemeester van de vestingstad Willemstad van 1724 tot en met 1725. Hij was eerder in deze stad meester timmerman en was als zakenman betrokken geweest bij de inkoop en verwerking van bier. Hij woonde aan de zuidzijde van de kerkring te Willemstad en bezat daar de brouwerij De Swaen.
Hij was lange tijd actief in de armenzorg en beheerde van 1684 tot 1726 als penningmeester (rendant) de armenrekening van de behoeftigen en wezen in de stad. Ook was hij verantwoordelijk voor de opvang en herplaatsing van de ouderloos geworden kinderen in ofwel het weeshuis ofwel in pleeggezinnen gedurende een aantal jaren. In 1722 was hij hiertoe benoemd als weesmeester. In 1724 werd hij tevens benoemd tot ouderling in de kerk.
Naast zijn werkzaamheden werd hij actief in de politiek en was een aantal jaren schepen van de stad geweest voordat hij burgemeester werd. Als burgemeester was hij net als zijn broer verantwoordelijk voor de uitbreiding van de versterkingen van de vesting en de aanleg van een aantal forten rondom Willemstad na de Tachtigjarige Oorlog.
Hij overleed in 1728 in zijn woonplaats waar hij werd begraven op 23 januari van dat jaar.